# Théâtre national de la Sarre

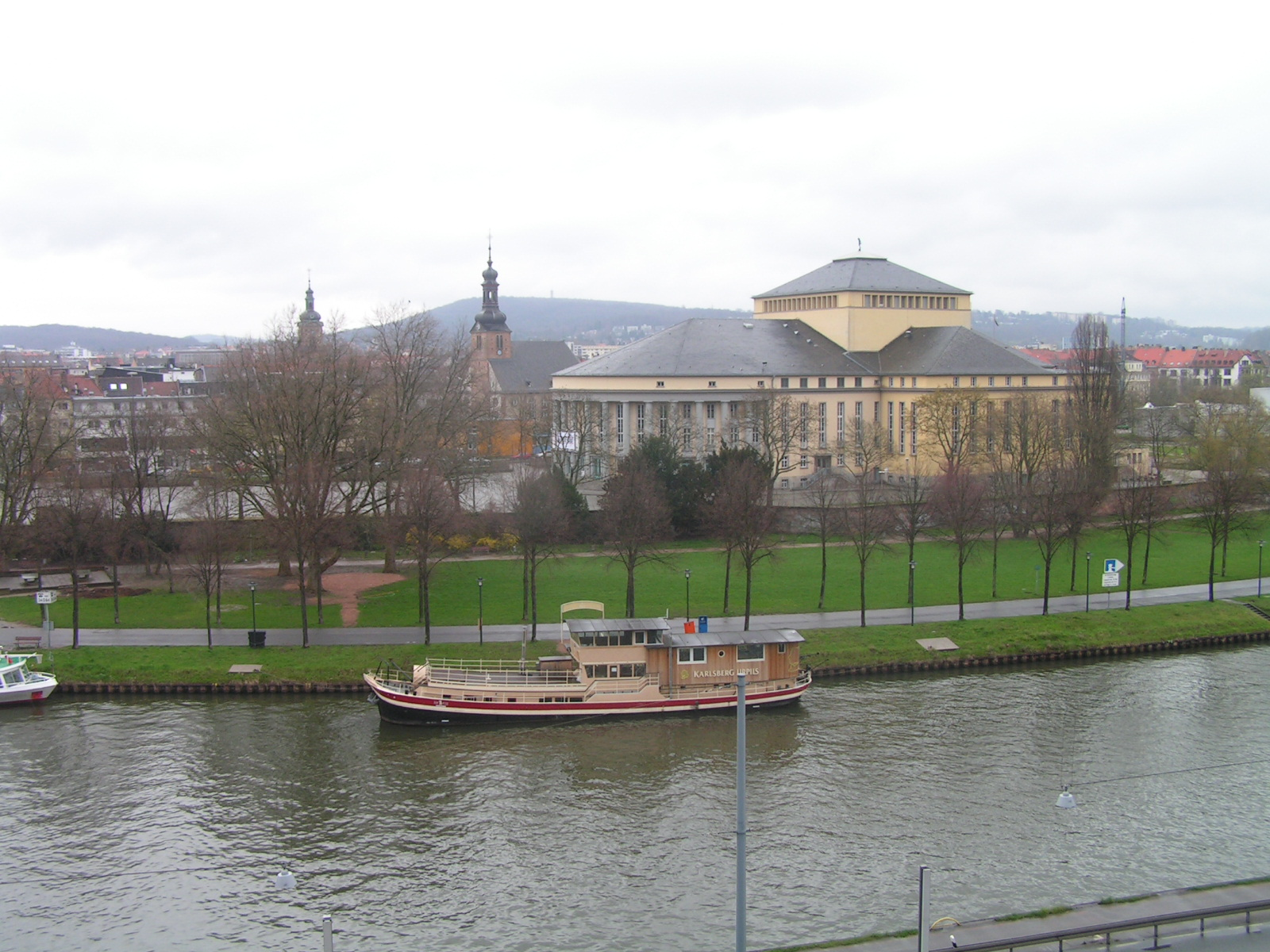
Le théâtre vu du château.

Le théâtre national de la Sarre (en allemand Saarländisches Staatstheater) regroupe le théâtre national de Sarrebruck et la Alte Feuerwache à Sarrebruck. C’est une scène pour des pièces classiques, populaires, pour des comédies musicales, des opéras, des ballets de danse classique et de danse contemporaine ainsi que pour des concerts.

## Histoire
Le théâtre a été construit entre 1937 et 1938 sur les plans de l’architecte Paul Otto August Baumgarten durant le Troisième Reich, cadeau d’Hitler à la Sarre à la suite du référendum de 1935 par lequel la Sarre intégra le Reich.